# Ti ho preso con me/Anche se non lo sai
Ti ho preso con me/Anche se non lo sai è il secondo singolo della cantante pop rock italiana Donatella Rettore, pubblicato in formato 45 giri nel dicembre del 1973, su etichetta Edibi. 

## Storia
Nel 1973, Rettore debutta nel mondo della discografia con il singolo Quando tu/Amore e… , che passa però del tutto inosservato. Pochi mesi dopo, segue il secondo singolo, Ti ho preso con me, scritto da Gino Paoli su musica di Armando Brenna e Raffaello Todesco, ma distribuito quasi esclusivamente a scopo promozionale per la stampa e come biglietto da visita per l'imminente Festival di Sanremo 1974, al quale la Rettore parteciperà con il brano Capelli sciolti. 
Il 45 giri risulta tutt'oggi essere il più raro in assoluto di tutta la produzione discografica dell'artista ed è stato con due copertine differenti: la prima è lo stesso scatto fotografico del precedente singolo Quando tu, nella seconda la rappresentazione di due mani con le manette e sul retro un disegno del volto della cantante..  
Assieme al lato b del 45 giri, Anche se non lo sai, scritto da Luciano Michelini e Michele Massa, fu inserito nel primo album della cantante, Ogni giorno si cantano canzoni d'amore, pubblicato nel 1975.

## Edizioni
Il singolo è stato pubblicato su etichetta Edibi con numero di catalogo EDF 1097.

## Tracce
1. Lato A: Ti ho preso con me - 3:25 (G. Paoli-A. Brenna-R. Todesco)
2. Lato B: Anche se non lo sai - 3:45 (L.Michelini-M. Massa)